# 沈德溶
沈德溶（1922年—2017年6月6日），浙江桐乡乌镇人，中国基督教三自爱国运动委员会原副主席。

## 生平
1940年代初，沈德溶在上海长老会闸北堂受洗。1944年，沈德溶大学毕业后就职于上海基督教青年会。
1950年代，沈德溶积极参加三自爱国运动。沈德溶历任中国基督教三自爱国运动委员会第一届常务委员、第四届副主席兼秘书长,第五、六届副主席。
2017年6月6日，沈德溶在上海逝世，享年95岁。其遗体捐赠给医疗事业。6月25日在上海闸北堂举行沈德溶追思会。中国基督教协会会长高峰牧师行述，中国基督教协会原会长曹圣洁牧师证道。国家宗教事务局局长王作安致送花篮,表示哀悼。